# Opération Texas
 (février 2022).
Le contenu est difficilement compréhensible vu les erreurs de traduction, qui sont peut-être dues à l'utilisation d'un logiciel de traduction automatique.
 (janvier 2022).
 (janvier 2022).
La mise en forme du texte ne suit pas les recommandations de Wikipédia : il faut le « wikifier ».
Les points d'amélioration suivants sont les cas les plus fréquents :
- Les titres sont pré-formatés par le logiciel. Ils ne sont ni en capitales, ni en gras.
- Le texte ne doit pas être écrit en capitales (les noms de famille non plus), ni en gras, ni en italique, ni en « petit »…
- Le gras n'est utilisé que pour surligner le titre de l'article dans l'introduction, une seule fois.
- L'italique est rarement utilisé : mots en langue étrangère, titres d'œuvres, noms de bateaux, etc.
- Les citations ne sont pas en italique mais en corps de texte normal. Elles sont entourées par des guillemets français : « et ».
- Les listes à puces sont à éviter, des paragraphes rédigés étant largement préférés. Les tableaux sont à réserver à la présentation de données structurées (résultats, etc.).
- Les appels de note de bas de page (petits chiffres en exposant, introduits par l'outil «  Source ») sont à placer entre la fin de phrase et le point final[comme ça].
- Les liens internes (vers d'autres articles de Wikipédia) sont à choisir avec parcimonie. Créez des liens vers des articles approfondissant le sujet. Les termes génériques sans rapport avec le sujet sont à éviter, ainsi que les répétitions de liens vers un même terme.
- Les liens externes sont à placer uniquement dans une section « Liens externes », à la fin de l'article. Ces liens sont à choisir avec parcimonie suivant les règles définies. Si un lien sert de source à l'article, son insertion dans le texte est à faire par les notes de bas de page.
- La présentation des références doit suivre les conventions bibliographiques. Il est recommandé d'utiliser les modèles {{Ouvrage}}, {{Chapitre}}, {{Article}}, {{Lien web}} et/ou {{Bibliographie}}. Le mode d'édition visuel peut mettre en forme automatiquement les références.
- Insérer une infobox (cadre d'informations à droite) n'est pas obligatoire pour parachever la mise en page.

Pour une aide détaillée, merci de consulter Aide:Wikification.
Si vous pensez que ces points ont été résolus, vous pouvez retirer ce bandeau et améliorer la mise en forme d'un autre article.
Batailles
L'opération Texas était une opération du Corps des Marines des États-Unis et de l'Armée de la République du Vietnam (ARVN) qui s'est déroulée au nord-ouest de Quảng Ngãi, du 20 au 25 mars 1966.

## Prélude
Dans la nuit du 18 au 19 mars, le 1er Régiment Vietcong a envahi l'avant-poste ARVN 936th Regional Force Company à la cote 141 au nord-ouest de Quảng Ngãi, le commandant de la 2e division ARVN, le général Lãm, a décidé d'envoyer une force de réaction pour reprendre l'avant-poste. La force ARVN de 120 hommes rassemblée à Quảng Ngãi par des hélicoptères du HMM-261, mais à l'approche de l'avant-poste, ils ont été accueillis par des tirs de mitrailleuses lourdes endommageant 8 des 10 hélicoptères et seuls 3 hélicoptères ont pu atterrir pour décharger leurs troupes. Compte tenu des tirs nourris rencontrés, la décision a été prise d'interrompre l'opération et tandis que les jets de la Marine bombardaient l'avant-poste, les hélicoptères sont revenus pour évacuer les troupes de l'ARVN. Le général Lãm a ensuite approché le commandant de la 3e division de marine, le général Wood B. Kyle (en), pour monter une opération conjointe afin de reprendre l'avant-poste. Le 19 mars, le général Lãm et le colonel Oscar F. Peatross ont planifié une opération similaire à l' opération Utah récemment conclue . Le plan prévoyait que le 3e Bataillon 7e Marines (en) et le 5e 5e bataillon aéroporté de l'ARVN soient déployés par hélicoptères, à 4 km à l'ouest de la cote 141 et avancent vers l'est en 2 colonnes pour reprendre la colline.

## Opération
20 mars
Le matin du 20 mars, après des frappes aériennes et d'artillerie préparatoires, des hélicoptères du Marine Aircraft Group 36 ont débarqué les unités Marine et ARVN sur la zone d'atterrissage à l'ouest de la cote 141 et ont commencé à se déplacer vers l'est. La compagnie I 3/7 Marines a été débarquée sur la colline 141 où ils ont trouvé les corps de 31 des défenseurs.
Dans l'après-midi, le colonel Paul X. Kelley (en), commandant du 2e bataillon du 4e Marines (en), l'une des unités de réserve de l'opération, a visité le poste de commandement du 7e Marines et a suggéré que le Vietcong s'était peut-être déplacé vers l'est de la cote 141 vers la côte et il a été décidé que cette zone doit être recherchée.
21 mars
Le matin du 21 mars, 3/7 Marines se sont déplacés vers le sud-est depuis la colline 141, 2/4 Marines (en) ont été débarqués par hélicoptère vers le sud-est près du hameau de Phuoc Dinh (2), tandis que le 2e bataillon du 5e Régiment et une compagnie APC ont avancé vers le sud-ouest depuis Binh. Son et le 3e bataillon du 5e régiment ont avancé au nord-ouest depuis Quảng Ngãi.
Les hélicoptères transportant 2/4 Marines ont été accueillis par des tirs de mitrailleuses lourdes et la Compagnie F, la première à atterrir, a dû repousser les attaques Vietcong sur la zone d'atterrissage. Des tirs d'artillerie ont été appelés sur Phuoc Dinh (2) et à 12h30 2/4, les Marines ont commencé leur attaque sur le village avec la Compagnie D attaquant du nord et les Compagnies E et F attaquant à l'est. leur assaut contre les hélicoptères de combat du village depuis le VMO-6 (en) a vu de nombreux Vietcongs se déplacer dans des positions défensives et les Marines ont été accueillis par d'intenses tirs d'armes légères. La compagnie E a pénétré la première couche de défenses mais a rapidement découvert 3 autres lignes de bunkers et de barbelés, tandis que la compagnie D n'a pas pu pénétrer les défenses. Le groupe de commandement 2/4 Marine (en) a été pris dans un feu croisé qui a tué ou blessé 14 Marines et le COL Kelley a appelé à des frappes au napalm immédiatement devant ses positions.À 16h00, 51 frappes aériennes et 1346 obus d'artillerie avaient été dirigés contre les positions vietcongs et 2/4 des Marines (en) ont pu se désengager.
À environ 2 km au nord de Phuoc Dinh (2), 3/7 Marines rencontrèrent environ 2 compagnies de Vietcong dans des positions de bunker, après une bataille de 3 heures, le Vietcong a rompu le contact.
À 16h00, la réserve opérationnelle du 3e Bataillon du 1er Marines (en) et la Compagnie d'Attaque de la 2e Division de l'ARVN sont déployées par hélicoptère au hameau de Xuan Hoa à 1,5 km au Sud-Est de Phuoc Dinh (2). Alors qu'ils s'approchaient de la zone d'atterrissage, un UH-34 du HMM-163 a été touché par des tirs de mitrailleuses et s'est écrasé, tuant sept Marines et trois membres d'équipage. Alors qu'ils s'approchaient de Xuan Hoa, la force a rencontré des Vietcongs bien retranchés qui les ont engagés jusqu'à la tombée de la nuit lorsqu'ils se sont échappés.
Au nord de Phuoc Dinh (2), la 5th Airborne ARVN et la compagnie APC rencontrèrent un bataillon Vietcong près du hameau de Khanh My (3), les Vietcong repoussèrent deux attaques ARVN immobilisant 9 M113.
22 mars
Le brigadier général Lowell English (en) a pris le commandement des forces maritimes, désormais rebaptisées Task Force Delta. Les Marines et l'ARVN ont repris leur attaque à l'aube mais ont rencontré peu d'opposition car les Vietcongs s'étaient éclipsés pendant la nuit. Les corps de 168 vietcongs morts ont été retrouvés à Phuoc Dinh (2). BG English a décidé d'étendre l'opération vers le sud.
23 mars
Dans l'après-midi, 3/7 Marines ont été transportés par hélicoptère à 9 km au sud du village de Phuoc Loc. Alors que les Marines avançaient vers le village, ils rencontrèrent des Vietcongs bien retranchés dans une bataille qui dura jusqu'à la tombée de la nuit. Les Marines ont appelé le feu de soutien et plus de 2000 obus d'artillerie ont été largués sur le village.
24 mars
Dans la matinée, les 3/7 Marines ont sécurisé le village, les Vietcongs s'étaient à nouveau éclipsés pendant la nuit en utilisant un vaste réseau de tunnels. Les Marines avaient perdu 7 morts et 56 blessés tandis que les pertes Vietcong étaient estimées à 60 morts.

## Conséquences
L'opération Texas s'est terminée le 25 mars, les Marines avaient subi 99 morts et 212 blessés et affirmant que le Vietcong avait 283 tués.
 Les pertes pour l'ARVN sont inconnues. Le 28 mars, le 3e bataillon du 5e régiment de l'ARVN a été attaqué à 1,5 km à l'est du village de Phuoc Loc. Les Marines ont lancé l'opération Indiana en déployant le 1er Bataillon du 7e Marines (en) par hélicoptère pour soutenir l'ARVN et ont rencontré un bataillon Vietcong estimé près du hameau de Vinh Loc (2). Les Marines ont renouvelé leur assaut sur Vinh Loc (2) le lendemain soutenu par le 2e Bataillon 7e Marines (en) mais les Vietcongs avaient abandonné le village pendant la nuit faisant 69 morts, tandis que l'ARVN affirmait en avoir tué 100 autres. Les pertes marines étaient de 11 morts et 45 blessés